# 2563 Boyarchuk
2563 Boyarchuk è un asteroide della fascia principale del diametro medio di circa 29,49 km. Scoperto nel 1977, presenta un'orbita caratterizzata da un semiasse maggiore pari a 3,1954105 UA e da un'eccentricità di 0,1400460, inclinata di 2,04098° rispetto all'eclittica.
L'asteroide è dedicato all'astronomo russo Aleksandr Alekseevič Bojarčuk.